# Casemodden

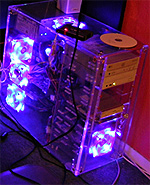
Premodded kast

Casemodden is een term afkomstig van het Engelse case modification en staat voor het aanpassen tot zelfs ombouwen van een personal computer. Casemodden heeft sinds het ontstaan een steeds grotere plek in de computerwereld kunnen verwerven. Het fenomeen is ontstaan vanuit het standpunt dat de standaard computerbehuizing te saai is, waarna sommigen besloten om het uiterlijk te gaan aanpassen. Ook werd casemodden toegepast om het geluidsniveau van de computer terug te brengen. Daarbij wordt er gezocht naar de beste balans tussen prestaties, uiterlijk en geluidsproductie.

## Verschillende soorten
Hoewel de basisgedachte achter elke casemod hetzelfde is, zijn casemods in verschillende categorieën te plaatsen.

### Casemod
Een casemod is de oorspronkelijke vorm van casemodding. Een casemod is een standaard behuizing die op een aantal punten is aangepast. Daarbij kan men denken aan het plaatsen van een raam, het inbouwen van verlichting of speciale ventilatoren, het spuiten van de gehele behuizing of het wegwerken van de kabels. Tegenwoordig gaan veel casemodders een stapje verder, door het tot een kunstvorm te verheffen. Ze maken dan bijvoorbeeld gebruik van getint plexiglas, aluminium plaatmateriaal en gaas, om bepaalde onderdelen te accentueren of te verbergen. Daarbij zijn de meest uiteenlopende vormen te bedenken, waarvan het gros alleen dient als blikvanger en niet als functioneel onderdeel.

### Oorsprong van het casemodden
Casemodden is ontstaan doordat de prestaties van de pc werden gemanipuleerd, het zogenaamde overklokken. Omdat de pc hierbij in bijna alle gevallen meer warmte gaat produceren, bestond de noodzaak om de computerkast te verbouwen zodat de elektronische componenten beter gekoeld werden. In eerste instantie werden er extra ventilatoren geplaatst en werden er extra beluchtingsgaten in de pc-kast aangebracht. Uiteindelijk resulteerde dit in watergekoelde pc’s, waarbij elementen zoals de processor en chip-set door water gekoeld worden. In eerste instantie was dit allemaal handwerk maar al snel waren er fabrikanten die deze koelblokken in productie namen. Fabrikanten van het eerste uur waren Dangerden, Swift. Inmiddels zijn er al pre-modded kasten met waterkoeling te koop zoals Thermaltake, Koolance. Inmiddels is het opwaarderen van de koeling een basisvorm die toegepast wordt in vrijwel elke casemod.

### Casecon
Casecon is een afkorting voor "case construction". Een casecon is een behuizing die door de casemodder zelf is ontworpen en gebouwd. Doordat de maker van een casecon niet gebonden is aan de limieten die een standaard behuizing stelt, zijn casecons er in alle soorten en maten. Daarbij zijn veel casecons gebaseerd op een thema of voorwerp.

### Premod
Een premod is een behuizing waarbij de fabrikant al sterk rekening heeft gehouden met het uiterlijk. De behuizing heeft vaak al een raam in de zijkant en soms ook led-fans of andere verlichting. De eindgebruiker hoeft in principe weinig aan de behuizing te doen om het er bijzonder uit te laten zien. Dit soort casemods zijn vooral populair onder (jeugdige) gamers, maar een 'echte' casemodder zal met een premod geen genoegen nemen. Premods worden door casemodders over het algemeen laag gewaardeerd. Een premod kan eigenlijk ook niet aangezien worden voor een casemod, aangezien de gebruiker niet zelf aan het uiterlijk heeft gewerkt.

## Basisbeginselen
Een aantal van de meest voorkomende aanpassingen zijn:
- Window: Door de opening krijgt de kijker een blik op de inhoud van de kast, zoals de hardware, en natuurlijk vooral de lichten. In de opening is meestal een plaat plexiglas gemaakt om te zorgen dat er geen stof in komt en om de hardware te beschermen.
- Licht: Vrijwel alle casemods zijn voorzien van enige vorm van verlichting. Het meest eenvoudige voorbeeld zijn zogenaamde led-fans, transparante/getinte ventilatoren voorzien van led-verlichting. Ook CCFL's worden veel toegepast en worden ook wel geassocieerd met neon, afkomstig uit de autotuningbranche. Tegenwoordig worden ook steeds vaker losse leds toegepast. Het voordeel daarvan is de veelzijdigheid en lange levensduur. Ook kunnen met leds bijzondere effecten worden bereikt, zoals bijvoorbeeld verlichte randen.
- Speciale koeling: In het verlengde van casemodding ligt speciale koeling. De basis zijn led-fans, maar ook extremere vormen zoals waterkoeling of phase-changekoeling zijn niet ongewoon. Vooral waterkoeling is de laatste jaren in opkomst. De grote voordelen van waterkoeling zijn de betere koelcapaciteit en de verminderde geluidsproductie.
- Randapparatuur: ook muizen, toetsenborden, speakers en monitoren worden soms gemod, veelal in dezelfde stijl als de casemod.

## Evenementen en wedstrijden
Jaarlijks vinden er diverse casemod-evenementen of -wedstrijden plaats. In het verleden zijn verder onder andere het Nederlands Kampioenschap Casemodding (NKCM) en The Benelux Casemod League (TBCL) gehouden. Dit soort evenementen zijn meestal onderdeel van een groter evenement, zoals een LAN-party of een beurs als CeBIT.